# Sune Haller

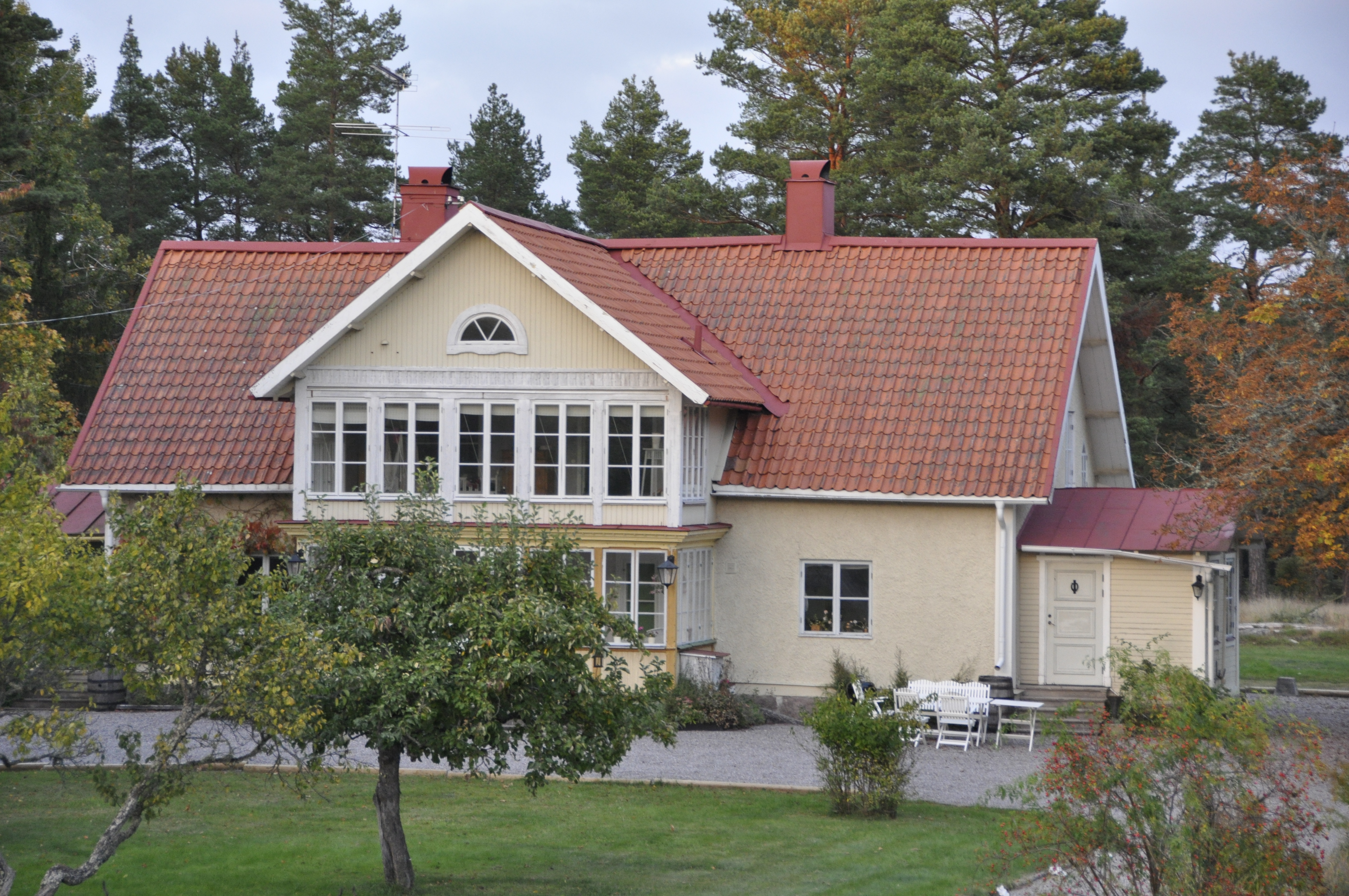
Mangårdsbyggnaden till Kårboda gård.

Sune Haller, född 23 mars 1917, död 10 oktober 2007 i Kårboda, Ljusterö, var en svensk advokat .

## Uppmärksammade rättsfall
Haller var i flera fall kopplad till Leif Silberskys advokatbyrå   och Henning Sjöström, och var advokat i flera medialt uppmärksammade brottmål.

### Neurosedynskandalen
Haller var också ombud vid rättegången om "neurosedynbarnen" 1964-68, den första thalidomidrättegången i världen, där han var ombud för ett danskt fall, barnet Ricky Wilke, son till den kända danska sångerskan Birthe Wilke.
I Sverige tillverkades talidomid av Astra under varumärket Neurosedyn. När Astra 1969 riskerade att förlora rättegången ingrep Astras styrelseordförande Jacob Wallenberg och vid en diskussion på Enskilda Bankens kontor i Stockholm sa Jacob Wallenberg: Ni ska se till att få förlikning snarast. De här rättegångarna kan hålla på i flera år. Det är bara advokaterna som tjänar på det. Se till att de skadade barnens familjer får skadestånd så fort som möjligt.

### Sandhamnsligan
Haller var också ombud för  bilhandlaren Roy Andersson, ledare för Sandhamnsligan, i rättegången mot Sandhamnsligan. Han var redan innan rättegången ombud för Roy Andersson.
| ”                                                                      | Så fort jag stängt dörren efter mig, berättade Bengt att advokaten Sune Haller på Leif Silberskys advokatbyrå fanns i huset och ville tala med mig. Haller gick rakt på sak: -Har du något förslag på vad Roy skall säga i rätten? Frågan kom lite plötsligt och det var inte lätt att sådär i en handvändning hitta någon gångbar story för Roy, men jag lovade Haller att skriva ner en och se till att han fick den innan rättegången som var utsatt till den 10 mars vid Stockholms tingsrätt. [...] När jag sitter där utanför rättegångssalen, mellan två stadiga vakter, kommer Sune Haller fram. Han har en lagbok i handen, och på ett bestämt ställe i boken har han placerat sitt ena pekfinger, liksom för att genast hitta det rätta stället. Han slår upp lagboken, pekar på en paragraf i rättegångsbalken: -Du känner väl till att du har rätt att vägra vittna? -Javisst, det känner jag till.[...] Långt senare fick jag höra av Bengt A. Eriksson att min nerskrivna berättelse var alltför detaljrik och dessutom bevisligen felaktig på en del punkter. Därmed bestämde sig Roy och Haller att för att dra en egen version, vilket dock förutsatte att jag vägrade vittna. | „ |
| – av Fleming Broman, 1983, Ursäkta, mitt namn är Broman, sidan 246-248 | |   |

## Privatliv
Haller ärvde och brukade lantbruksegendomen Kårboda (Fastighet: Anneberg 1:1 MFL, 82,37 ha) i Österåkers kommun på Ljusterö i Stockholms skärgård vilken han sålde strax före sin död. Sune Haller avled 10 oktober 2007 i Kårboda på Ljusterö och är begravd på Ljusterö Kyrkogård vid Ljusterö kyrka.